# Grote Hrazdanbrug
De Grote Hrazdanbrug (Armeens: Հրազդանի Մեծ կամուրջ), ook gekend als Kievianbrug (Armeens: Կիևյան կամուրջ), is een brug in de Armeense hoofdstad Jerevan.
De betonnen boogbrug overspant met een lengte van 335 meter de Hrazdan en heeft een dubbele rijbaan. De brug verbindt de Kievianstraat in het district Arakbir met de Leningradstraat in het district Ajapnyak. De brug werd ontworpen door architect Grigor Aghababyan en gebouwd tussen 1949 en 1956. In de omgeving van de brug bevinden zich het Karen Demirchiancomplex en het Toemanjanpark.

## Fotogalerij

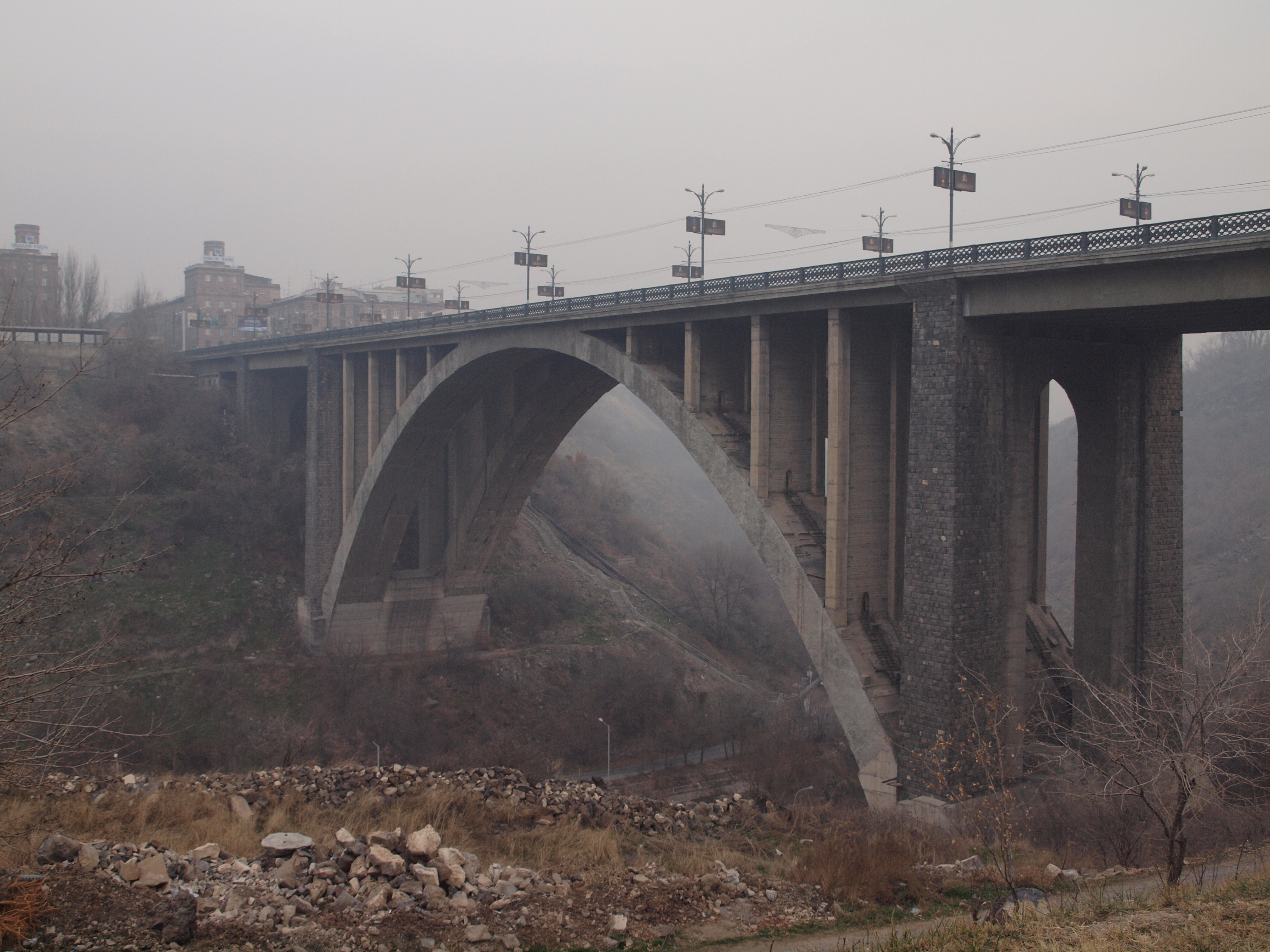
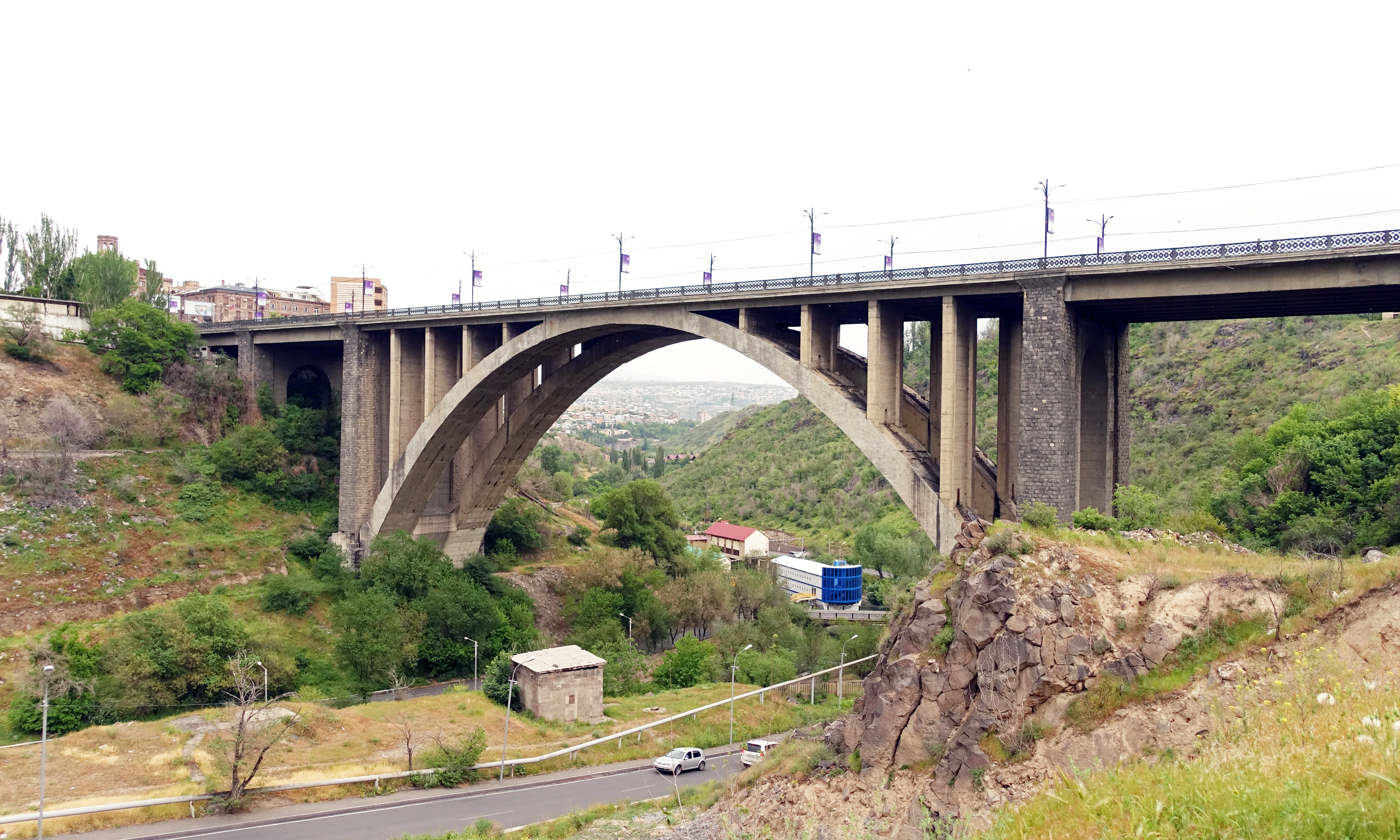
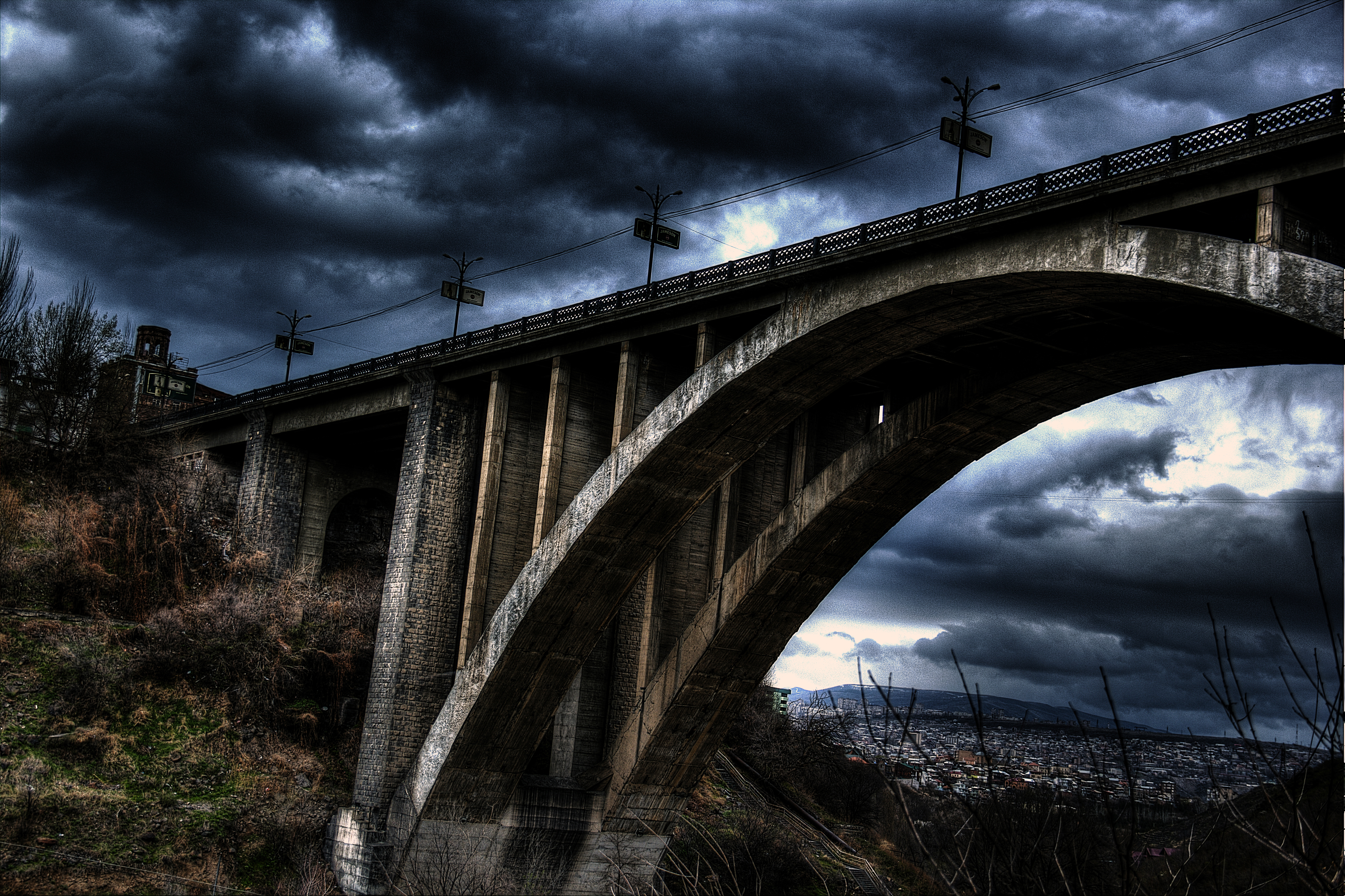